# 전민일보
전민일보는 전북특별자치도에 있는 지역 일간지 신문사다.

## 연혁
- 2003년 5월 12일 창간.